# Зозуля (блюдо)
Зозуля (рус. «кукушка») – традиционное украинское блюдо из пшена. В 2024 году традиции приготовления и употребления каши «Зозуля» в Винницкой области внесены в Национальный перечень нематериального культурного наследия.
Аутентичную кашу «Зозуля» готовят только в одном месте в Украине: в селе Дашковцы Якушинецкой общины Винницкой области. Каша имеет такое название из-за своего внешнего вида: она готовится из пшена и мака, и становится рябой как птица кукушка.

## Приготовление
Пшено с молоком томят в печи, духовом шкафу или варят на плите до полуготовности. Затем в блюдо добавляются взбитые с сахаром яйца, мак и сливочное масло, и каша в печи или духовке доводится до готовности .